# Загродский, Александр Александрович
Алекса́ндр Алекса́ндрович Загро́дский (10 (22) апреля 1889 — 4 августа 1968) — офицер Русской императорской армии, штабс-капитан (1917), затем — генерал-хорунжий армии Украинской народной республики (УНР) (1920), в эмиграции — генерал-полковник УНР.

## Биография
Родился в Киевской губернии в многодетной семье сельского православного священника. Брат филолога Андрея Загродского. После окончания трёх классов Киевской духовной семинарии жил в Умани, работал учителем.

### Служба в русской армии
В ноябре 1912 года был призван в армию на действительную военную службу и 30.11.1912 зачислен молодым солдатом на правах «жеребьёвого 1-го разряда по образованию» в 9-ю роту 74-го пехотного Ставропольского полка, расквартированного в Умани. С 05.02.1913 служил рядовым, с 27.07.1913, после окончания курса учебной команды,— младшим унтер-офицером, с 28.03.1914 — старшим унтер-офицером. В июне 1914 года при штабе 12-го армейского корпуса выдержал испытание на чин прапорщика армейской пехоты и 22.08.1914 был произведен в этот обер-офицерский чин.
Участник Первой мировой войны с 23.07.1914 в составе 74-го пехотного Ставропольского полка 19-й пехотной дивизии, — младший офицер роты, с 12.02.1915 — командир 12-й роты, затем командир 15-й роты. Участвовал в Галицийской битвы и в последующих сражениях на Юго-Западном фронте. Был трижды ранен. За отличия в боях был удостоен Георгиевского оружия и двух орденов. Был произведен в подпоручики, затем в поручики, в январе 1917 года — в штабс-капитаны.
В конце 1917 года, после Октябрьской революции в Петрограде, оставил службу в Русской армии и вернулся на родину.

## Служба в украинской армии
С ноября 1917 года — командир Киевского охранного полка войск Центральной рады.
В январе-феврале 1918 — участник боёв против красногвардейских формирований РСФСР бывшего подполковника Муравьёва под Конотопом, Дарницей, в обороне Киева.
С 9 февраля 1918 года — командир 1-го Запорожского куреня (батальона) войск Центральной рады, с 15 марта 1918 — командир 1-го Запорожского гетмана Дорошенко полка, развёрнутого из 1-го Запорожского куреня после возвращения в Киев.
В период правления гетмана Скоропадского, несмотря на невысокий обер-офицерский чин штабс-капитана и отсутствие военного образования, остался на посту командира полка. 21 октября 1918 года был произведен в чин капитана, с переименованием в сотники.
Активно поддержал восстание против гетмана. С 16 ноября 1918 года — командир Запорожской дивизии войск Директории, действовавшей в Харьковской губернии. С 19 декабря того же года — одновременно командующий украинскими войсками на Харьковщине. С 28 февраля 1919 года — одновременно помощник командующего Восточным фронтом действующей армии УНР.
21 марта 1919 года вошёл в состав так называемой «революционной рады» в Вапнярке, созданной  представителями украинских левых политических партий и выступавшей за мир с большевиками и за вхождение своих войск (полуокружённых «красными») в состав Украинской советской армии УССР, с сохранением структуры воинских частей и национальных черт, однако большевики («красные») соглашались принять войска УНР только в качестве военнопленных.
В апреле 1919 года, в составе группы войск полковника Волоха, в то время исполняющего обязанности командующего войсками Восточного фронта действующей армии УНР, пробился на территорию Бессарабии, занятую румынскими войсками, и был там интернирован, затем переправлен на запад Украины, в район, занятый войсками армии УНР.
С мая 1919 года — командир 6-й Запорожской дивизии, с 10 июня 1919 — помощник начальника Запорожской группы войск действующей армии УНР.
С 1 по 10 сентября 1919 года — и. о. командующего Запорожской группой войск, с 10 сентября — командующий Волынской группой войск армии УНР.
Во время Первого Зимнего похода 1919—1920 годов был начальником Сводной Волынской дивизии; в феврале-апреле 1920 года болел тифом, лечился в своём родном селе.
Участник Советско-польской войны на стороне поляков в составе восстановленной армии УНР. С 15 мая 1920 года — начальник 2-й Волынской стрелковой дивизии армии УНР; в том же месяце произведен в генерал-хорунжие. По окончании военных действий, в ноябре 1920 года был интернирован польскими властями вместе с остатками армии УНР. В польских лагерях для интернированных участвовал в военной оппозиции против Главного атамана Петлюры, находившегося в это же время в Варшаве.

## В эмиграции
С 1923 года жил в Калише (Польша), возглавлял Союз украинских инвалидов. В 1944 году эмигрировал в Австрию, оттуда в 1950 году — в США. Почётный член Объединения бывших воинов-украинцев в Америке, глава президиума рады «Железного креста» (знака отличия УНР). Правительством УНР в изгнании был произведен в генерал-полковники.
Умер в Нью-Йорке. Похоронен на православном кладбище Святого Андрея в Саут-Баунд-Бруке.

## Награды
Российской империи:
- Медаль «В память 300-летия царствования Дома Романовых» (1913)
- Георгиевское оружие (24.12.1914[6]; утв. ВП от 22.04.1915), — …за то, что, в ночь с 24-го на 25-е ноября 1914 года у д. Сюсьюред, входя со своей ротой в состав сторожевого охранения, при наступлении превосходных сил противника, когда наше сторожевое охранение отходило, он удержался на старом месте, бросился в штыковую атаку и тем задержал противника, дав возможность отойти своему полку.[7]
- Орден Святого Станислава 3-й степени с мечами и бантом (03.04.1915[8]; утв. ВП от 30.08.1915), — за отличие в боях.
- Орден Святой Анны 3-й степени с мечами и бантом (с 01.01.1915; ВП от 14.07.1916), — за отличие в боях.

Украинской народной республики:
- Памятный знак «Железный крест» (1921),— «За Зимний поход и бои».
- Крест Симона Петлюры (1932)
- Крест Украинского Казачества с мечами (1947)
- Военный крест УНР (1953)